# Applejack

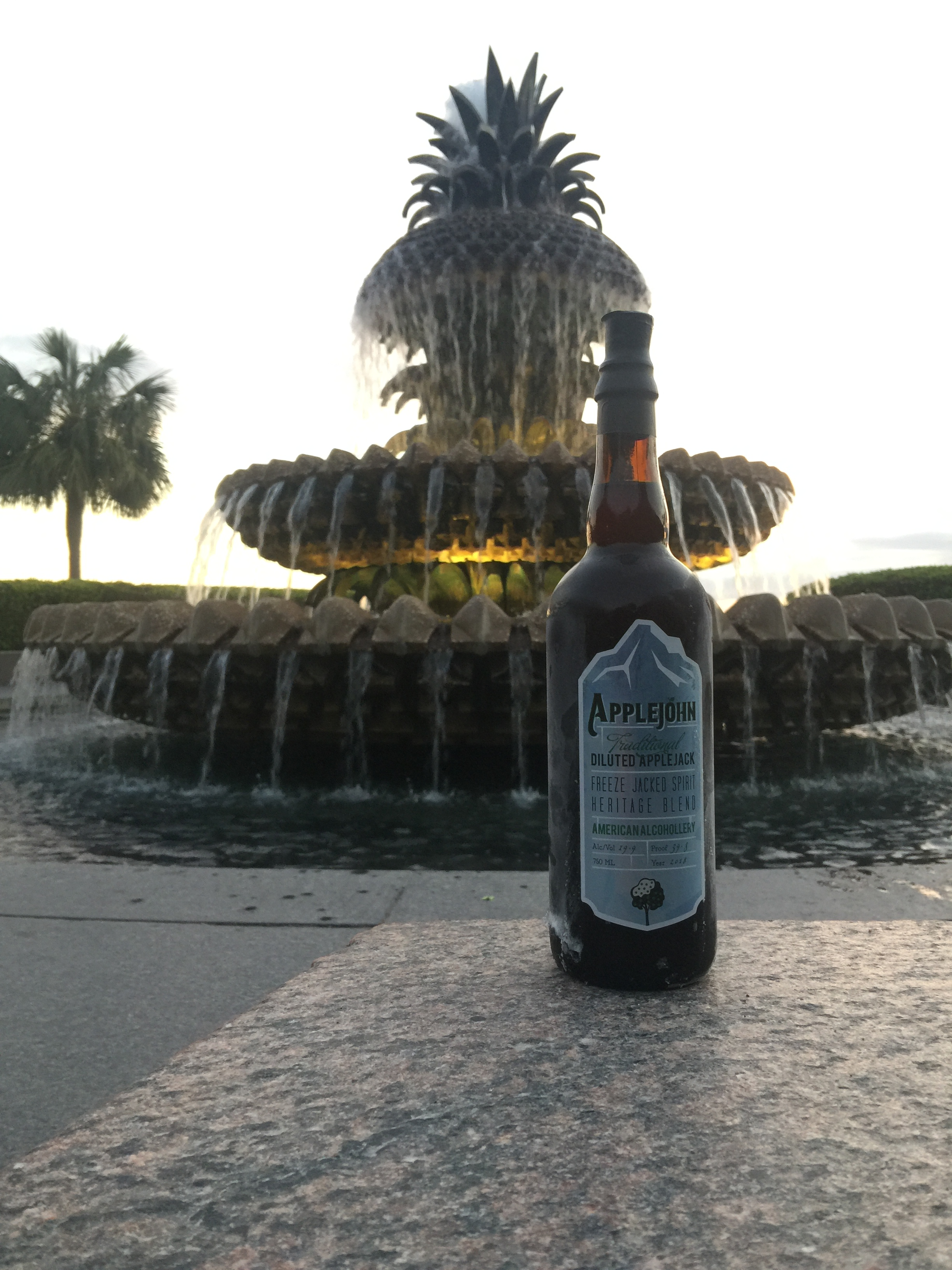
Applejohn Applejack.

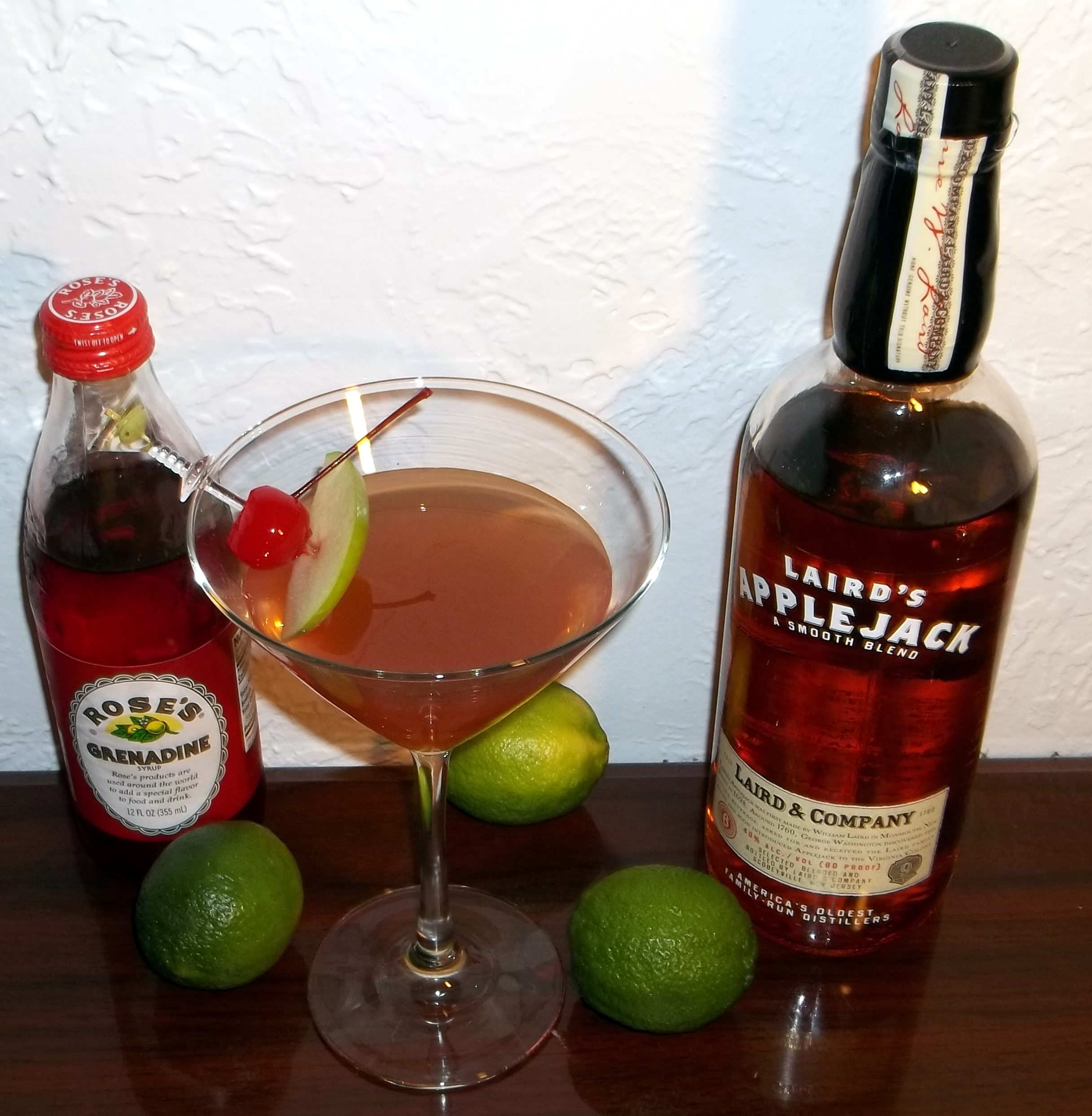
Una botella de brandy de manzana mezclado, junto con un Jack Rose, un cóctel hecho con applejack.

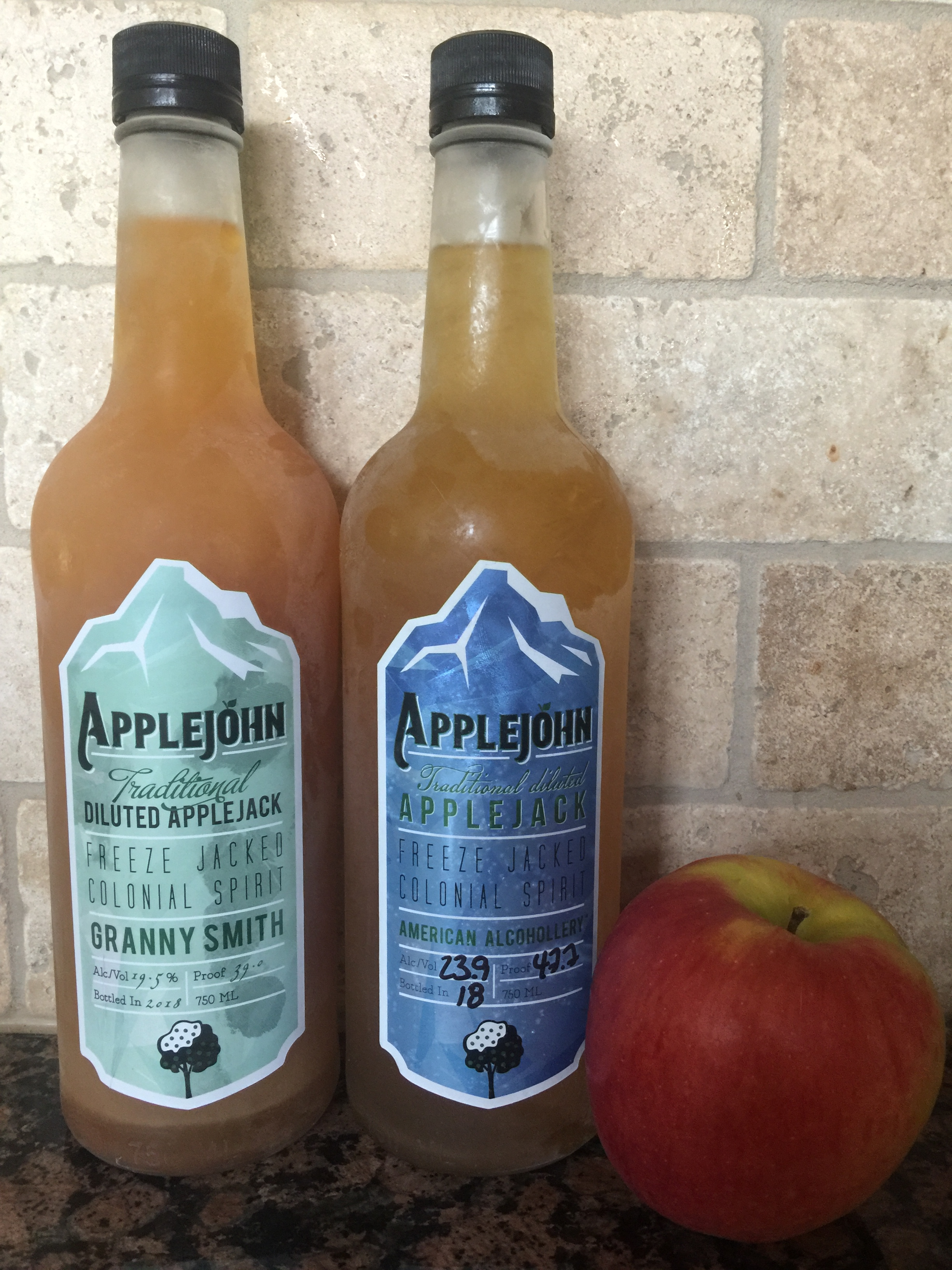
Mezcla Applejohn Blue Label tradicionalmente producida por Applejohn Granny Smith.

Applejack es una bebida alcohólica fuerte producida a partir de manzanas. Muy consumida en la era colonial estadounidense, su popularidad disminuyó en los siglos XIX y XX ante la competencia de otras bebidas espirituosas.
El Applejack se usa en varios cócteles, incluido el Jack Rose.

## Historia
El brandy de manzana fue producido por primera vez en la colonial Nueva Jersey en 1698 por William Laird, un inmigrante escocés que se estableció en el condado de Monmouth. La bebida fue alguna vez conocida como Jersey Lightning. El bisnieto de Laird, Robert Laird, que sirvió en el Ejército Continental, la incorporó a la Destilería de Laird en 1780, después de operar previamente una taberna. Laird & Company de Scobeyville, Nueva Jersey, la destilería de applejack con licencia más antigua de los Estados Unidos, fue hasta la década de 2000 el único productor de applejack que queda en el país, y continúa dominando la producción de applejack.
Popular en los principios de Estados Unidos, el applejack disminuyó en popularidad debido al aumento de otros licores que eran más fáciles de fabricar comercialmente, como el ron, el bourbon y el whisky en el siglo XIX, y la ginebra, el vodka y el tequila en el siglo XX. En 1920, con el comienzo de la era de la Prohibición, Laird's canceló la producción del licor y comenzó a producir jugo de manzana. En 1931, John Evans Laird recibió permiso para producir brandy de manzana con "fines medicinales" y almacenó su producto hasta la derogación de la Prohibición en 1933.
El applejack se ha asociado con cuatro presidentes de los Estados Unidos: George Washington solicitó instrucciones para producir applejack de Robert Laird para la receta de la familia de applejack; Abraham Lincoln lo sirvió durante un breve período como tabernero en Springfield, Illinois; Franklin D. Roosevelt incluyó applejack en los Manhattans que consumía regularmente; y Lyndon B. Johnson dio un medida de applejack al líder soviético Alexei Kosygin en la Conferencia de la Cumbre Glassboro de 1967.
En la década de 2010, varias destilerías artesanales más pequeñas comenzaron a producir applejack en lugares como Lehigh Valley, Hudson Valley de Nueva York y Holland, Míchigan.

## Producción
El nombre applejack deriva del método tradicional de producir la bebida, jacking (verbo con el significado de levantar, aumentar), proceso que conlleva congelar la sidra fermentada y luego eliminar el hielo, aumentando el contenido de alcohol. La cerveza frutal alcohólica producida después de la cosecha de otoño se dejaba afuera durante el invierno. Periódicamente se eliminaban los trozos congelados de hielo que se habían formado, concentrando así el alcohol no congelado en el líquido restante. Comenzando con el jugo fermentado, con un contenido de alcohol de menos del diez por ciento, el resultado concentrado puede contener 25-40% de alcohol. Debido a que la destilación por congelación es un método de producción de baja infraestructura en comparación con la destilación por evaporación, y no requiere la quema de leña para generar calor, la sidra dura y el applejack fueron históricamente fáciles de producir, aunque más caros que el alcohol de grano.
La desventaja de la destilación por congelación, también llamada cristalización fraccionada, es que las sustancias que quedan después de la eliminación del agua incluyen no solo etanol, sino también metanol nocivo, ésteres, aldehídos y alcoholes de fusel. La reducción de metanol con la absorción del tamiz molecular 3A es un método práctico para la producción.
Cuando comenzó la producción comercial, el applejack también comenzaba a producirse mediante destilación por evaporación. El applejack moderno producido comercialmente a menudo ya no se produce mediante jacking, sino más bien mediante la mezcla de brandy de manzana y licores de grano neutro.

## Comparación con calvados
El applejack es algo similar al calvados, un brandy de manzana de Normandía, Francia, con el que a menudo se compara. Sin embargo, el calvados está hecho de variedades de manzana cultivadas específicamente para fabricar sidra, mientras que el applejack a menudo está hecho de manzanas del tipo Winesap.